# Irisbus Ares
Irisbus Ares — междугородний автобус большой вместимости, выпускаемый французской компанией Irisbus в 1998—2006 годах. Вытеснен с конвейера моделью Irisbus Arway. 

## История

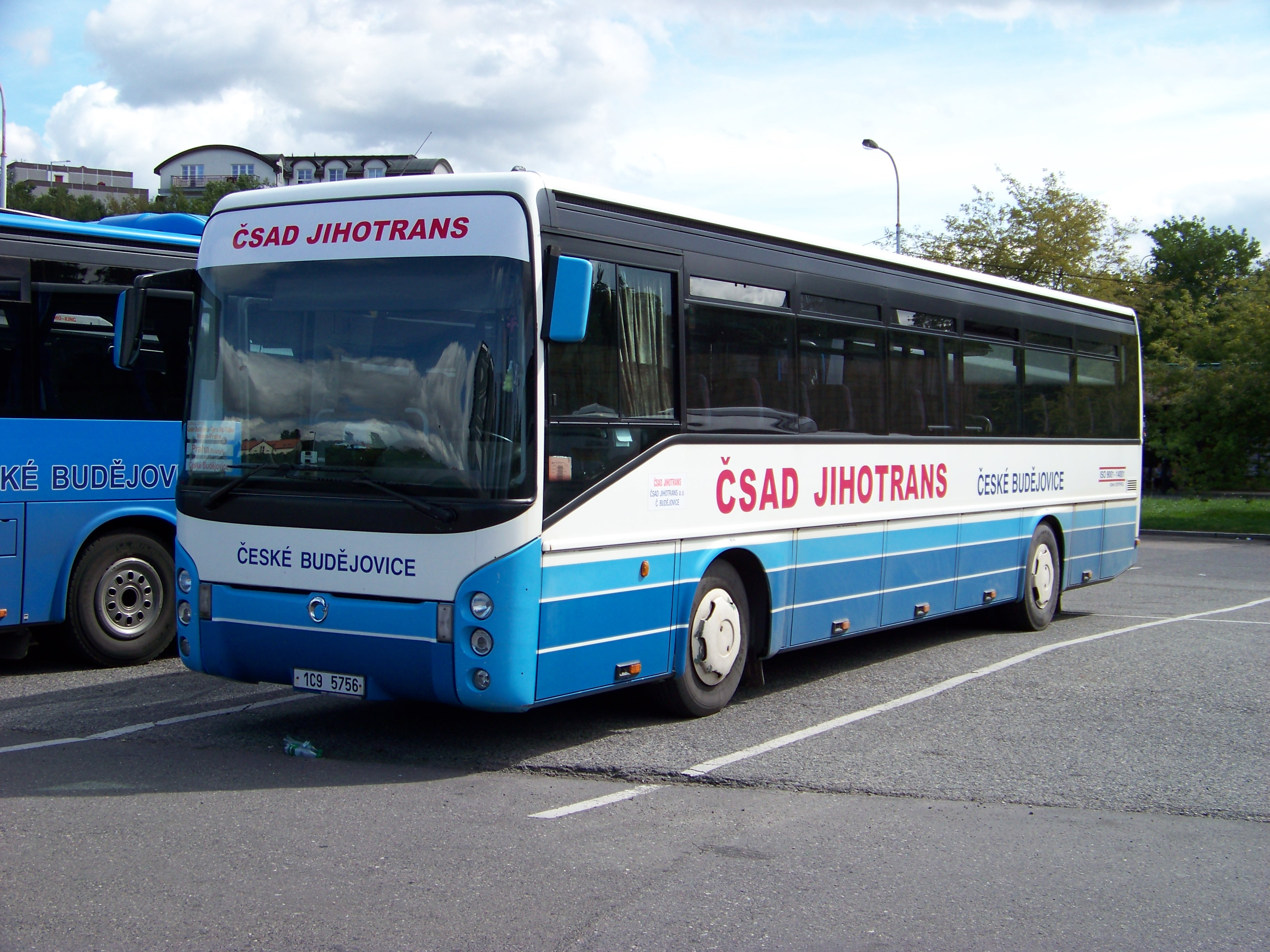
Irisbus Ares (вид спереди)

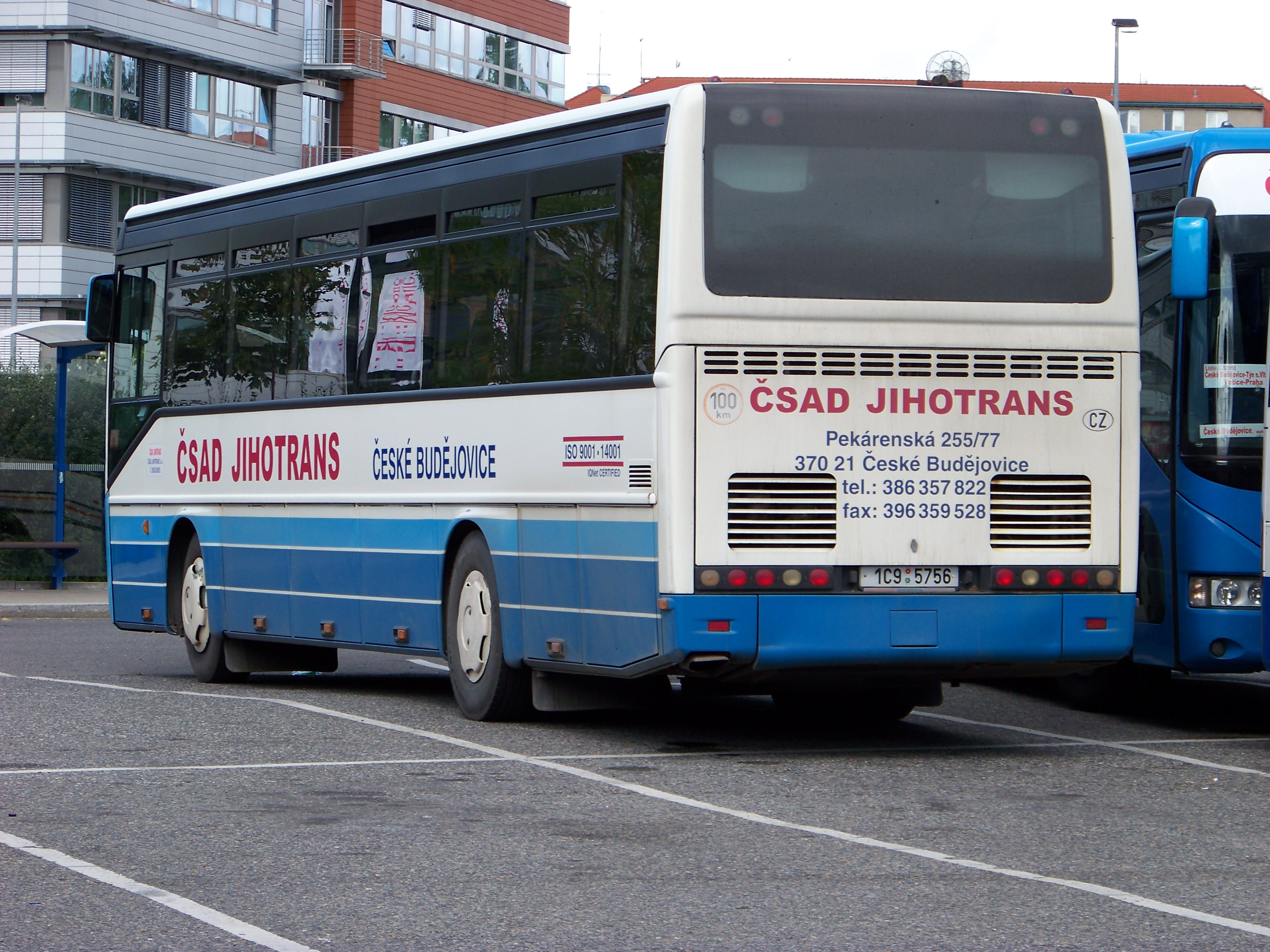
Irisbus Ares (вид сзади)

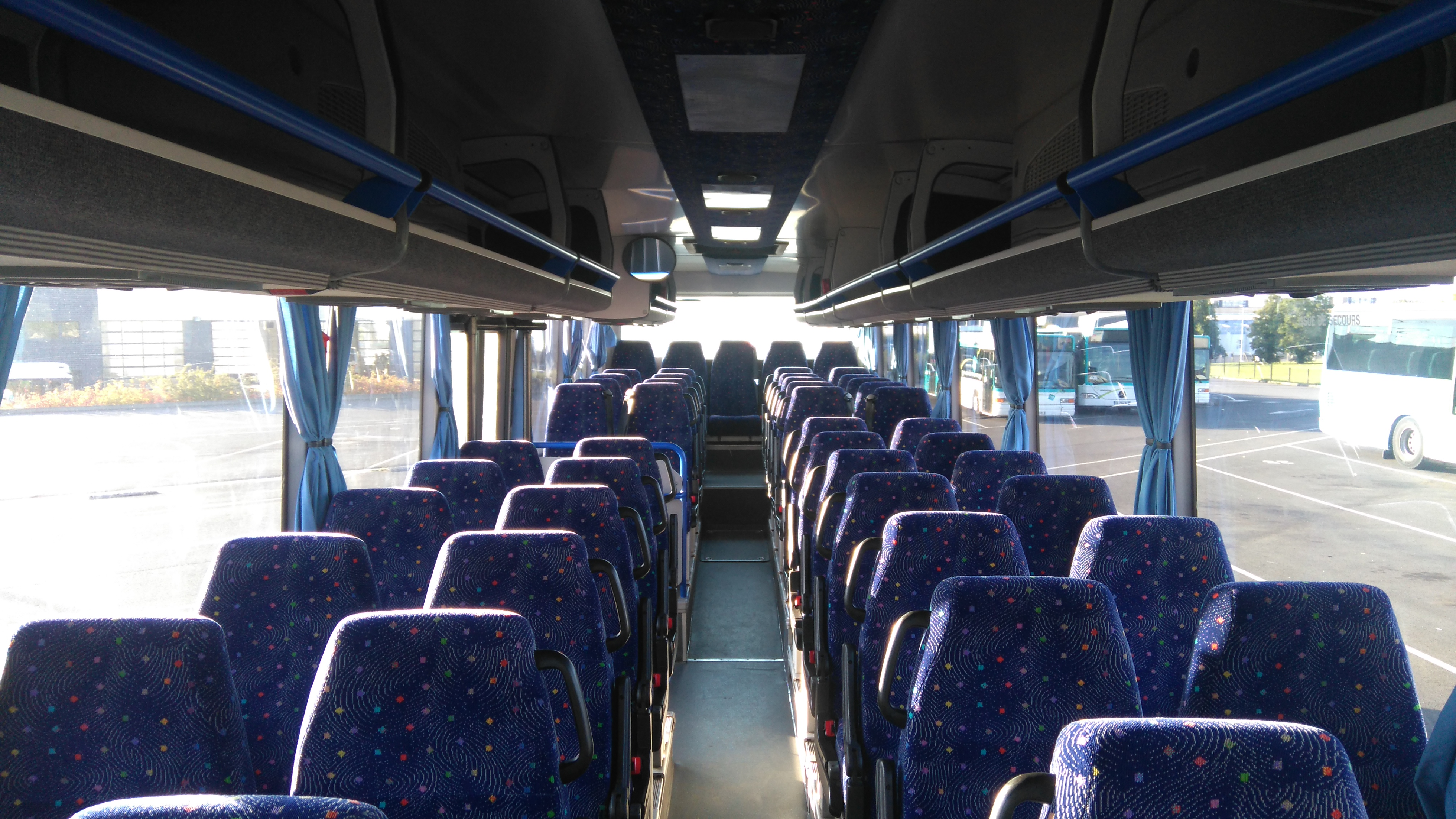
Салон автобуса

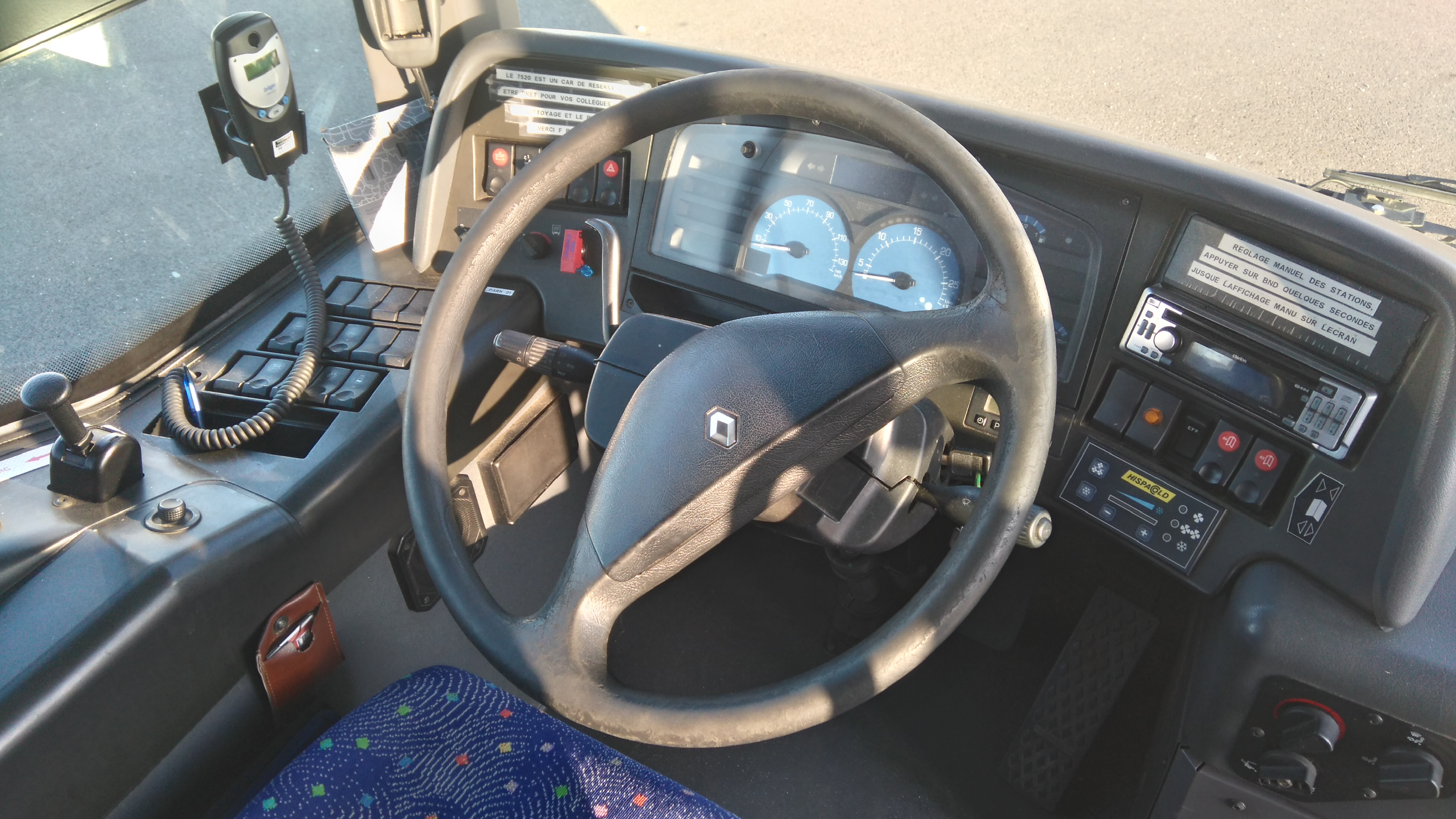
Место водителя

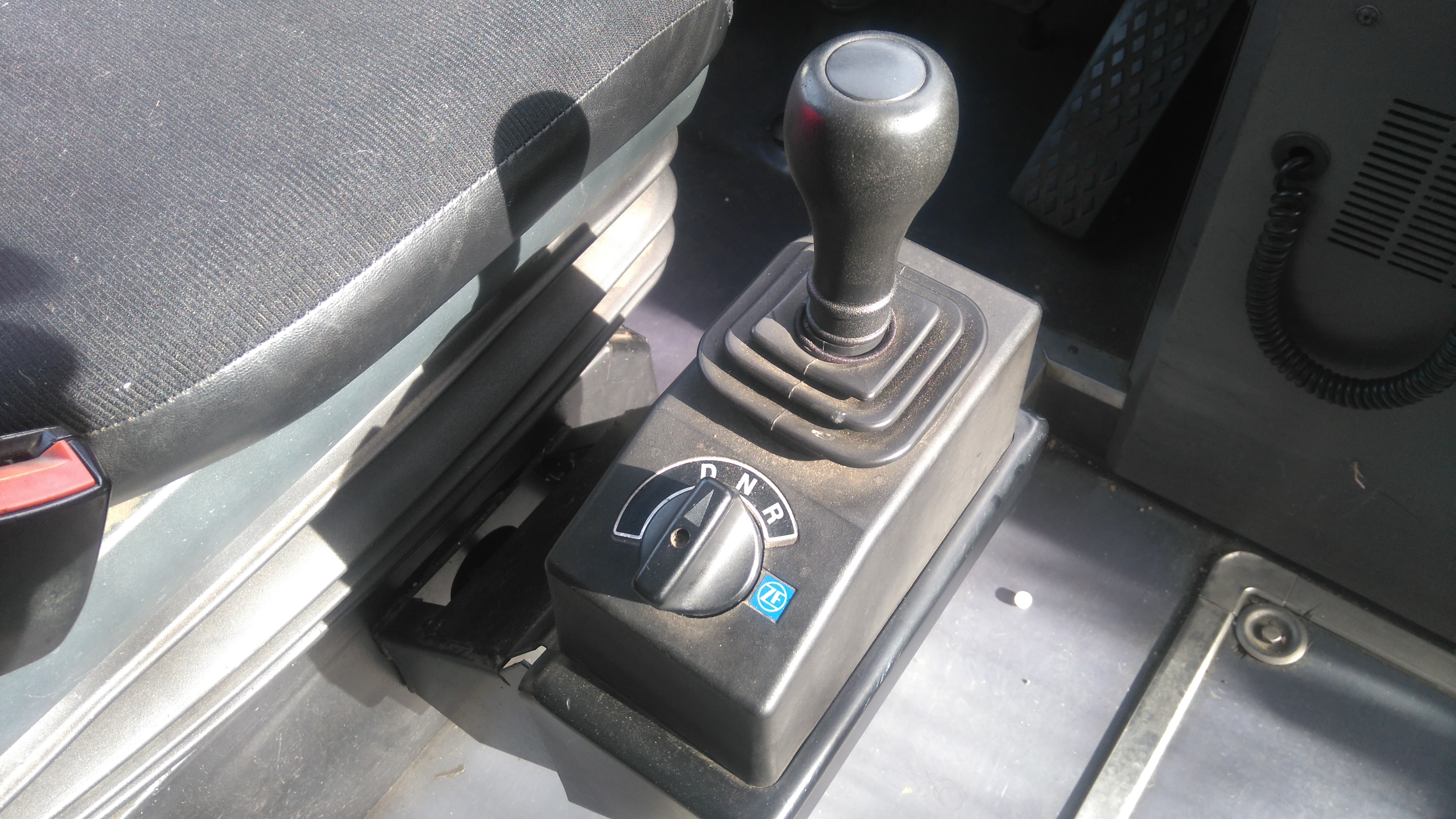
Трансмиссия

Производство автобуса Irisbus Ares стартовало в 1998 году на заводе Renault Trucks в качестве замены модели Renault Tracer. Первоначально автобус комплектовался дизельным двигателем внутреннего сгорания Renault MIDR 06.20.45 Евро-2. В 2002 году данный двигатель был заменён двигателями Iveco Cursor 8 и Renault dCi-11 Евро-3. Часть моделей была передана на чехословацкий завод Karosa. Логотип Renault был вытеснен логотипом Irisbus. В 2006 году производство модели Irisbus Ares было завершено в пользу модели Irisbus Arway, производство которой стартовало в 2005 году.

## Модификации
Числа после индексов моделей обозначают длину.
- Ares 10,6 — модификация вместимостью 41—47 мест с двигателем Iveco Cursor[1].
- Ares 12 — модификация вместимостью 49—59 мест, предназначенная для служебных маршрутов[2].
- Ares 12,8 — модификация вместимостью 63 места[3].
- Ares 15 — трёхосная модификация вместимостью 71 место[4].

## Фотогалерея

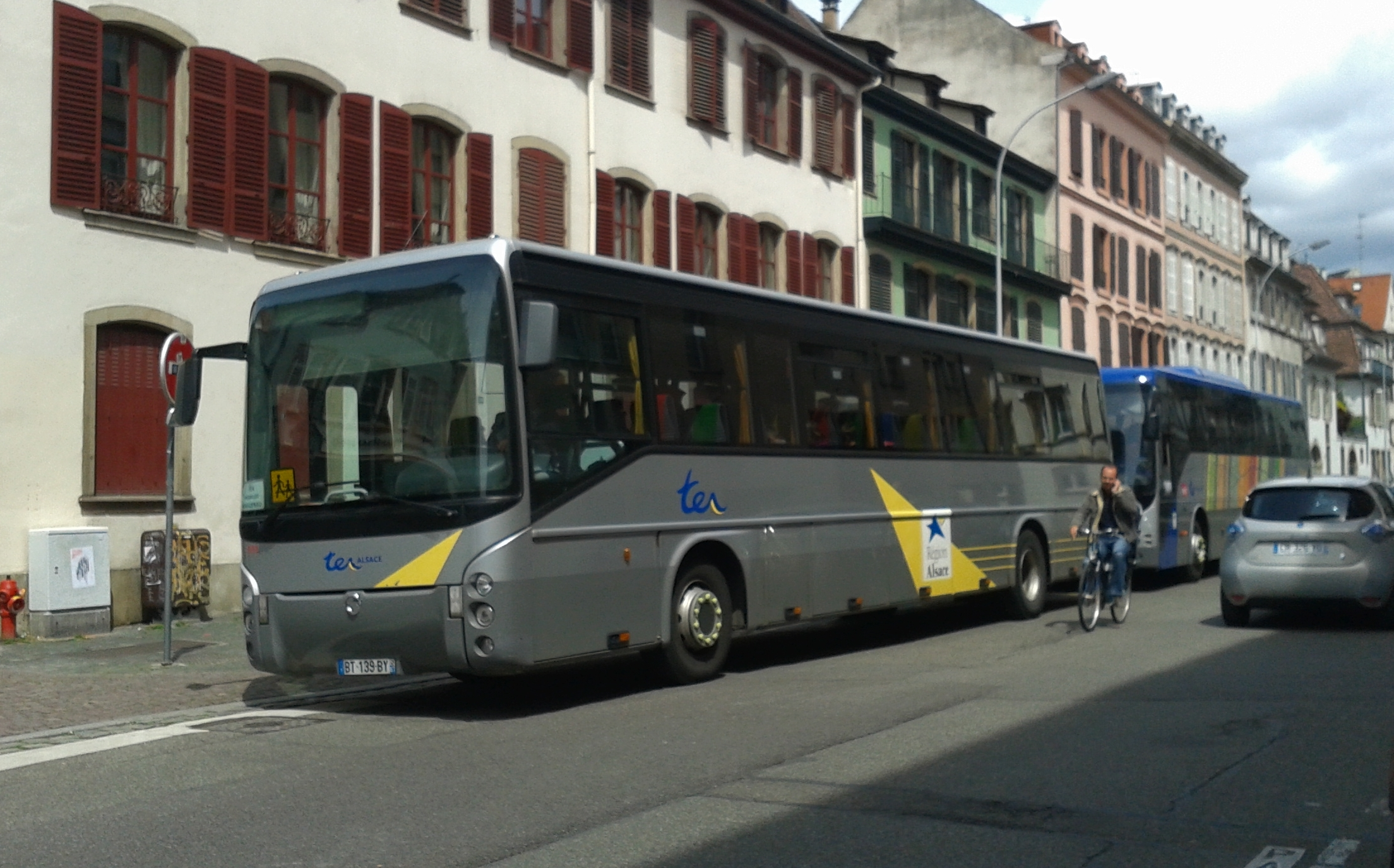
Irisbus Ares 12,8
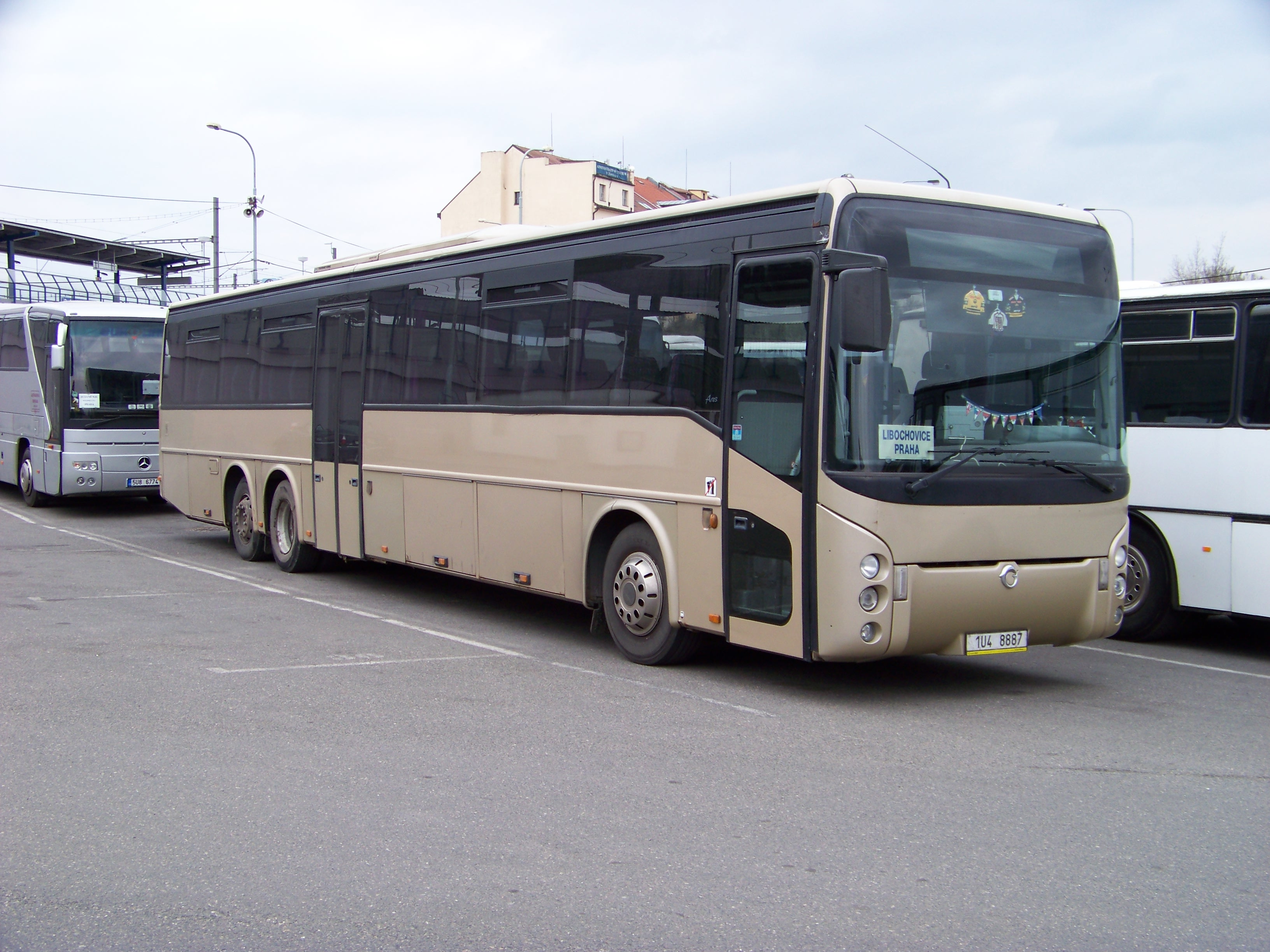
Irisbus Ares 15
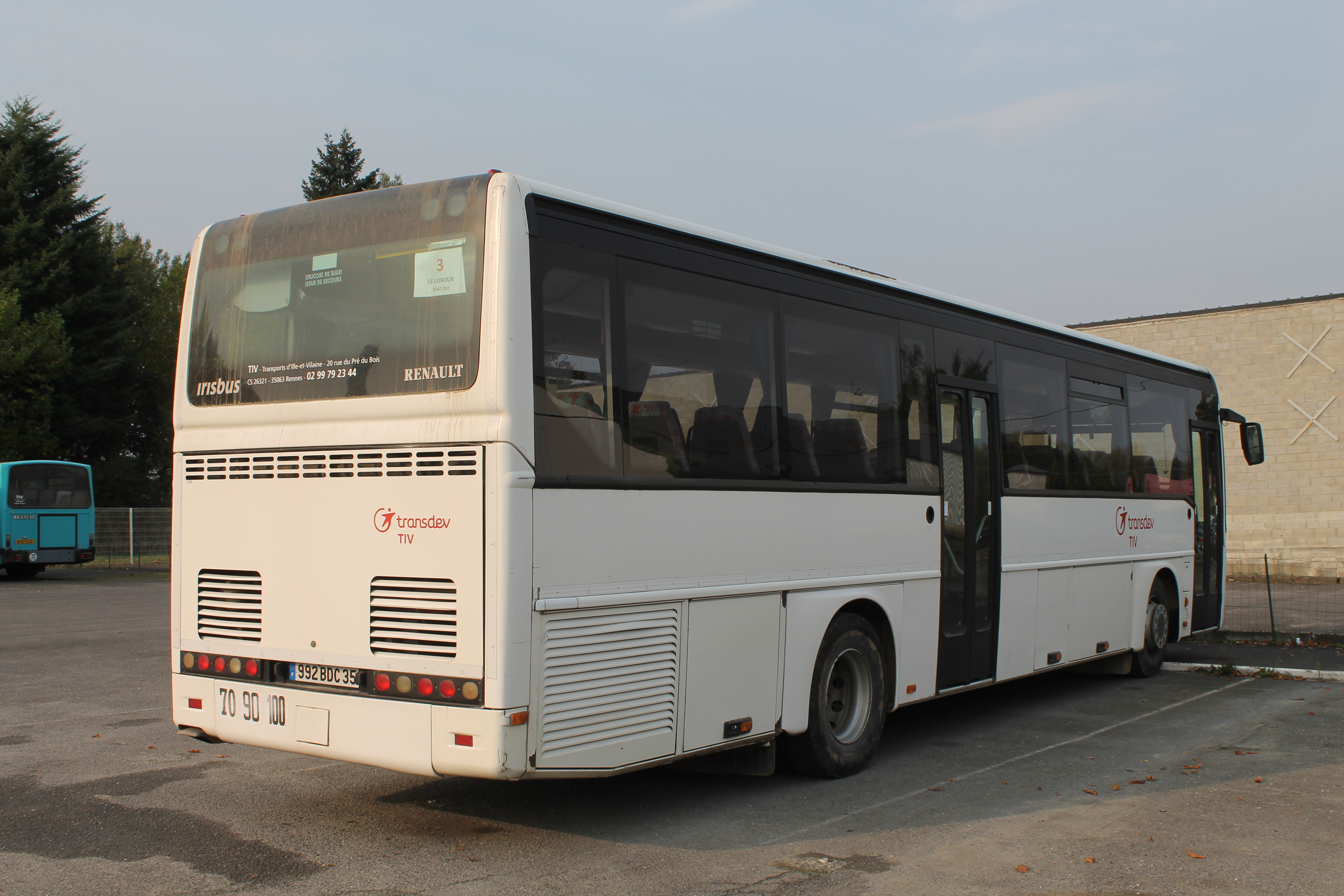
Irisbus Ares Line с двигателем Cursor 8
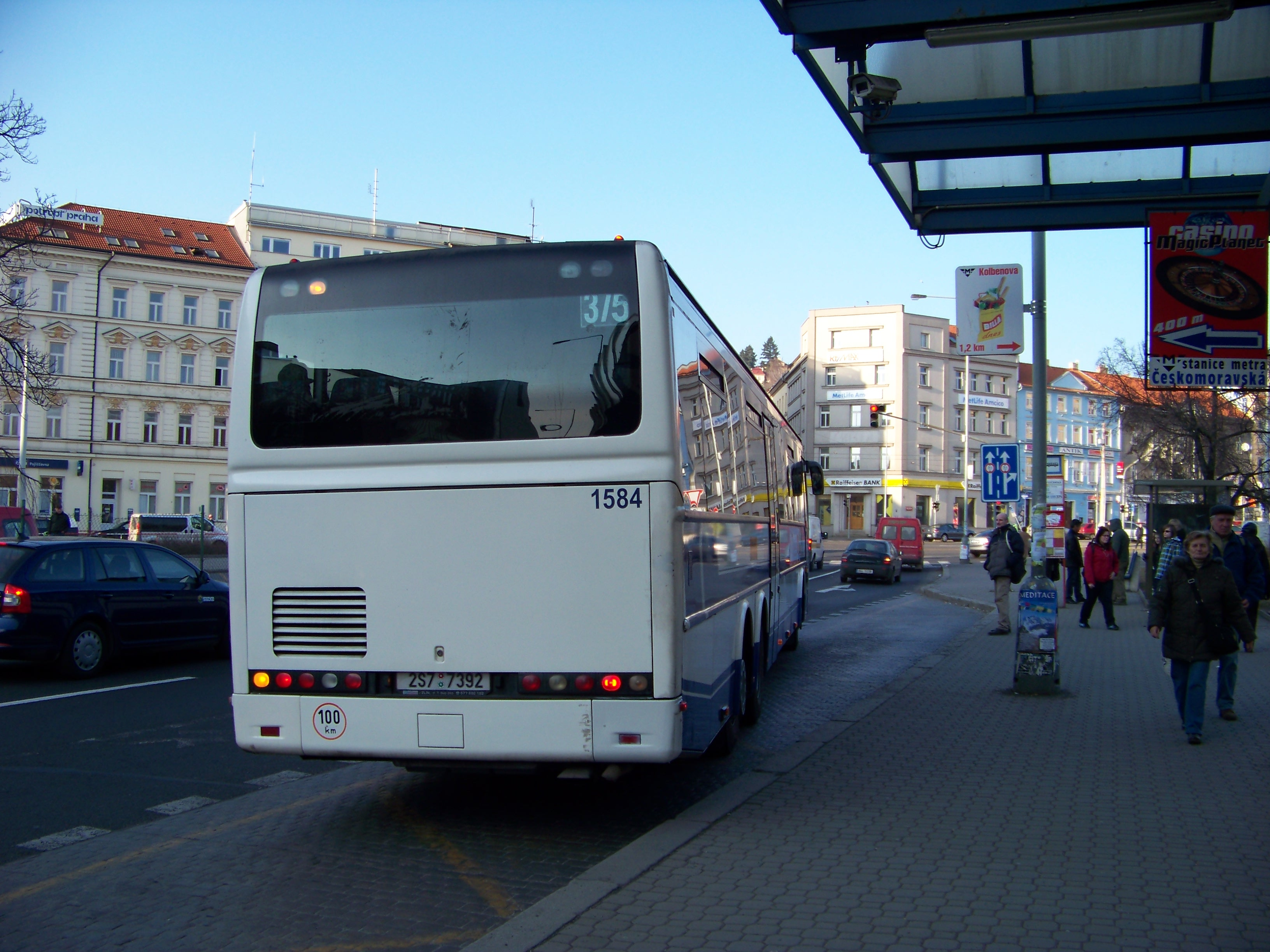
Модификация с двигателем Renault
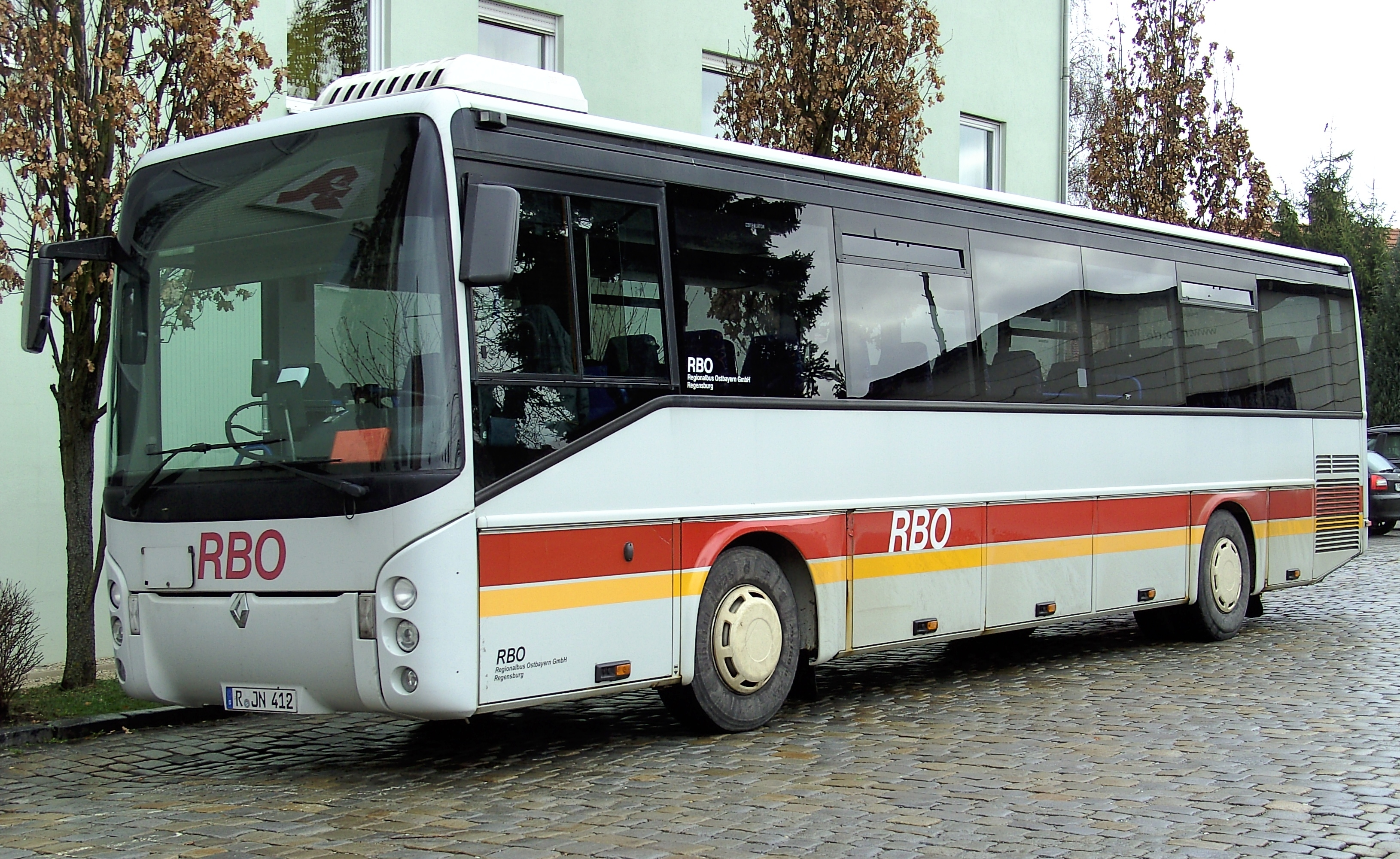
Автобус Renault Ares в Баварии
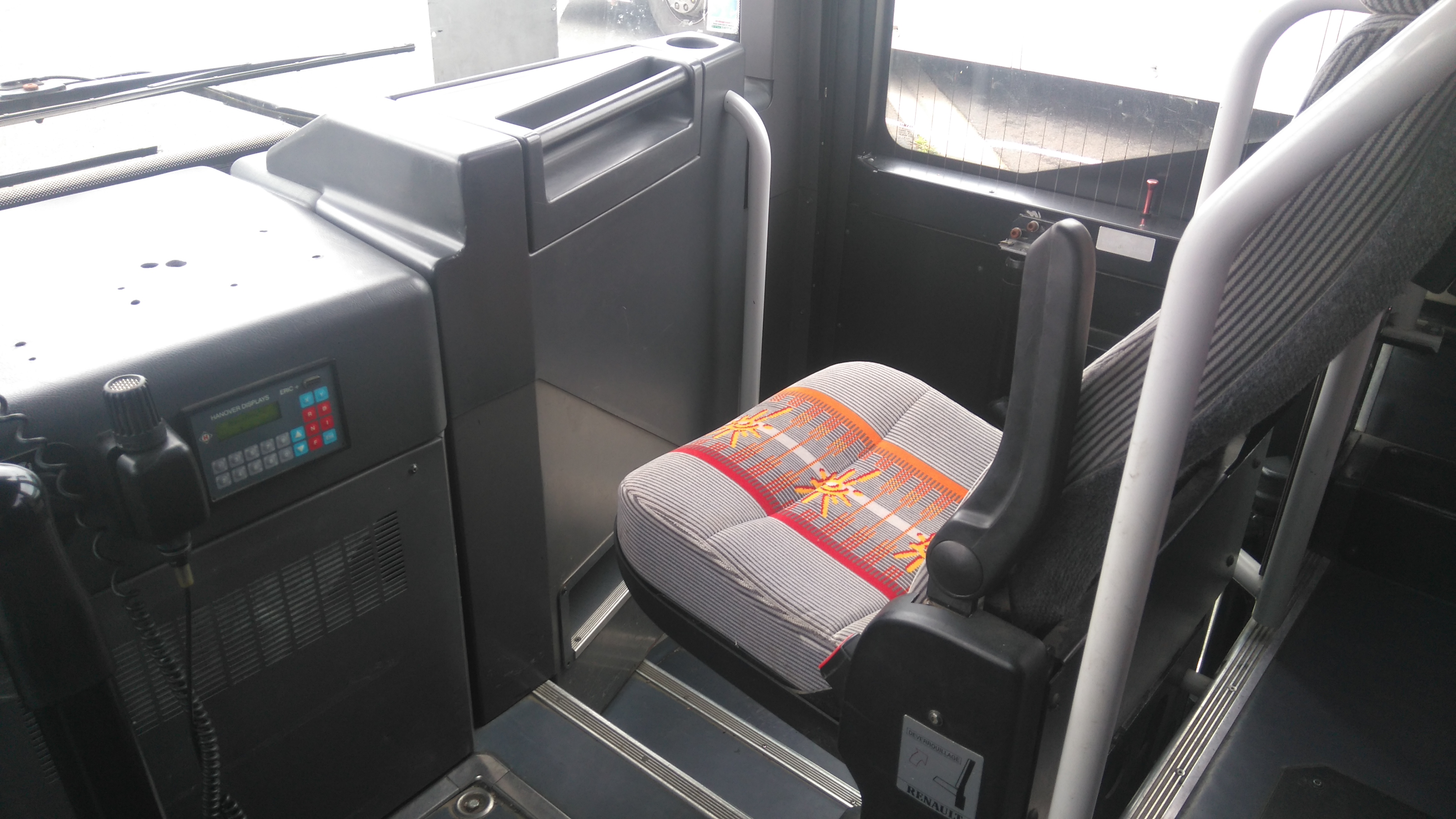
Место пассажира справа от водителя
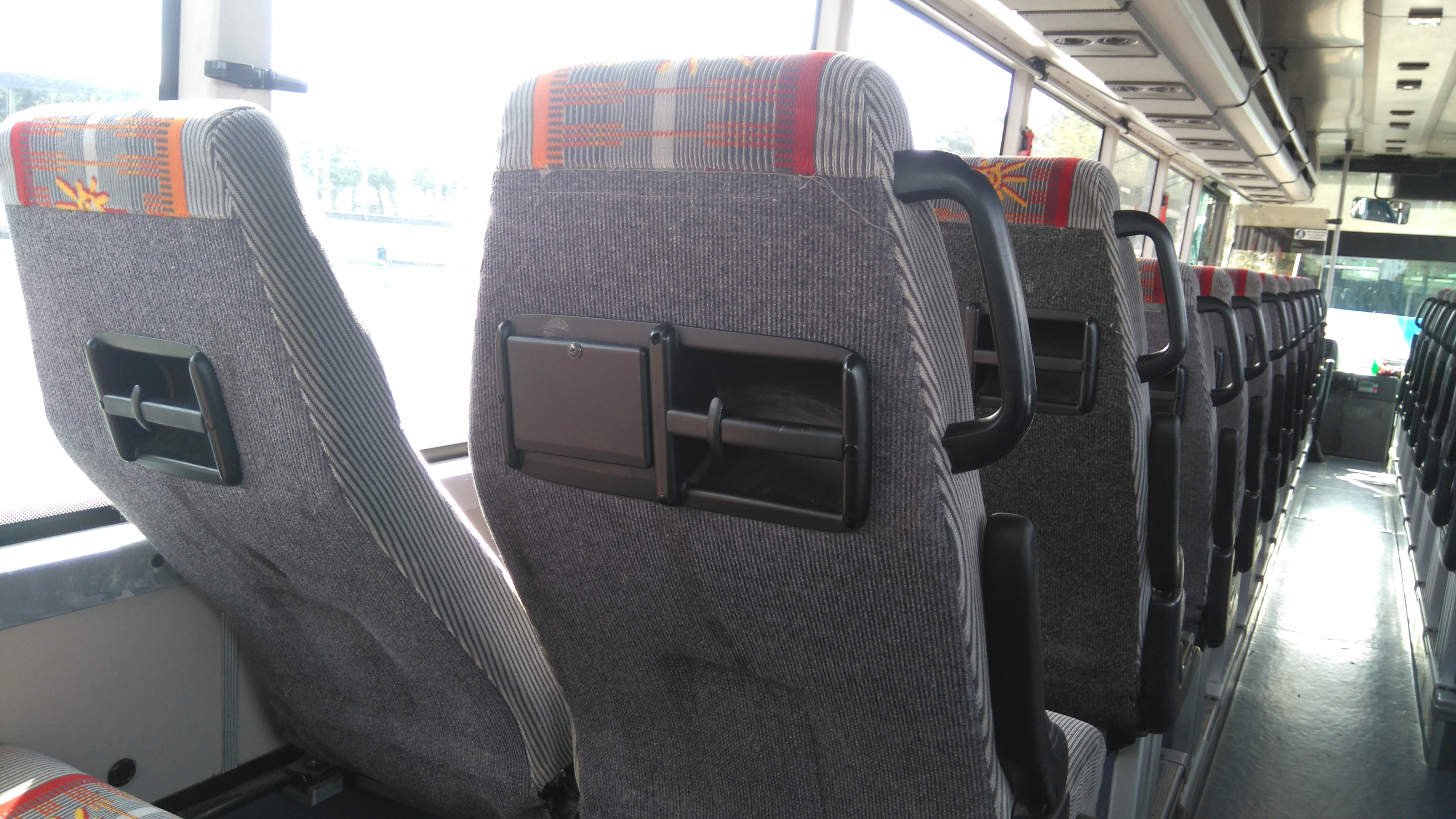
Салон